# Медісон (округ, Вірджинія)
Шаблон:StateAbbr_ 38°25′ пн. ш. 78°17′ зх. д. / 38.41° пн. ш. 78.28° зх. д.
Округ  Медісон (англ. Madison County) — округ (графство) у штаті  Вірджинія, США. Ідентифікатор округу 51113.

## Історія
Округ утворений 1792 року.

## Демографія
За даними перепису 2000 року загальне населення округу становило 12520 осіб, усе сільське. Серед мешканців округу чоловіків було 6099, а жінок — 6421. В окрузі було 4739 домогосподарств, 3521 родин, які мешкали в 5239 будинках. Середній розмір родини становив 3,03.
Віковий розподіл населення поданий у таблиці:
| Стать    | До 15 років | 15-21 | 22-29 | 30-39 | 40-49 | 50-65 | 65-85 | Понад 85 |
| -------- | ----------- | ----- | ----- | ----- | ----- | ----- | ----- | -------- |
| Чоловіки | 1177        | 577   | 479   | 880   | 1004  | 1138  | 761   | 83       |
| Жінки    | 1263        | 526   | 472   | 885   | 1048  | 1188  | 864   | 175      |

## Суміжні округи
- Раппаганнок — північ
- Калпепер — схід
- Орандж — південний схід
- Ґрін — південний захід
- Пейдж — північний захід

## Виноски
1. ↑  U.S. Decennial Census. United States Census Bureau. Архів оригіналу за 19 липня 2018. Процитовано 3 січня 2014.
2. ↑  Historical Census Browser. University of Virginia Library. Архів оригіналу за 11 серпня 2012. Процитовано 3 січня 2014.
3. ↑  Population of Counties by Decennial Census: 1900 to 1990. United States Census Bureau. Архів оригіналу за 15 грудня 2013. Процитовано 3 січня 2014.
4. ↑  Census 2000 PHC-T-4. Ranking Tables for Counties: 1990 and 2000 (PDF). United States Census Bureau. Архів оригіналу (PDF) за 18 грудня 2014. Процитовано 3 січня 2014.
5. ↑  State & County QuickFacts. United States Census Bureau. Архів оригіналу за 2 лютого 2020. Процитовано 3 січня 2014.(англ.) Наведено за англійською вікіпедією.
6. ↑  American FactFinder. Бюро перепису населення США. Архів оригіналу за 26 лютого 2012. Процитовано 31 січня 2008.

| США | Це незавершена стаття з географії США. Ви можете допомогти проєкту, виправивши або дописавши її. |